# Hyper Hyper
Singles de Scooter
Vallée de Larmes
(1994) Move Your Ass!
(1995)
Hyper Hyper est le deuxième 45 tours du groupe de techno allemand Scooter, sorti en 1994. Il est extrait de l'album …and the Beat Goes On!, sorti en 1995.

## Enregistrement et distribution
Hyper Hyper a été enregistré à l'Ambience Studio de Rick J. Jordan à Hanovre, et produit par « The Loop! ». En cela, ce simple se trouve dans la continuité de Vallée de Larmes, le précédent simple du groupe sorti également en 1994. On trouve ici l'influence de Rick J. Jordan qui, avant d'intégrer pleinement Scooter, avait en tant que sound designer participé à l'album Real Life du groupe Crown of Creation en 1994 et à certains titres de l'album Unicorn de Fine Time Poets en 1993.
À sa sortie, le CD maxi est distribué par deux labels, Club Tools et Scorpio Music. Les deux supports diffèrent de par les pistes qui y sont présentes :

## Description
Le morceau est une adaptation du morceau techno Annihilating Rhythm du duo écossais Ultra-Sonic (en). H.P. Baxxter justifie dans une interview le fait qu'Hyper Hyper soit une version adaptée d'une œuvre précédente en arguant que « le fait d'éditer les créations d'autres artistes est une pratique courante au sein de la scène techno. »
Le morceau a un rythme plutôt rapide, avec un tempo à 160 BPM. Le style musical est un mélange de happy hardcore, techno et pop. Sur une mélodie acid, le chanteur de Scooter, H.P. Baxxter, rappe un texte en anglais. Sous les acclamations d'un public en liesse — en fait une boucle — Baxxter adresse un « big shout » en français : « grand salut » à tous les DJs du monde, à commencer par « US » (Ultra-Sonic (en)) et citant ensuite, dans un exemple de name dropping : « WestBam, Marusha, Steve Mason, Mystic Man, DJ Dick, Carl Cox, Hooligan, Cosmic, Kid Paul (en), Dag, Mijk van Dijk, Jens Lissat, Lenny Dee, Sven Väth, Mark Spoon, Marco Zaffarano, Hell, Paul Elstak, Mate Galić, Roland Casper, Sylvie, Miss Djax, Jens Mahlstedt, Tanith, Laurent Garnier, Special, Pascal FEOS, Gary D., Scotty, Gizmo ».

## Accueil
| Classement (1994-1995)                  | Meilleure place |
| --------------------------------------- | --------------- |
| Autriche (Ö3 Austria Top 40)            | 2               |
| Belgique (Flandre Ultratop 50 Singles)  | 28              |
| Belgique (Wallonie Ultratop 50 Singles) | 28              |
| Finlande (Suomen virallinen lista)      | 4               |
| France (SNEP)                           | 28              |
| Allemagne (Media Control AG)            | 2               |
| Irlande Ireland (IRMA)                  | 23              |
| Italie (FIMI)                           | 3               |
| Pays-Bas (Nederlandse Top 40)           | 7               |
| Norvège (VG-lista)                      | 10              |
| Espagne (PROMUSICAE)                    | 1               |
| Suède (Sverigetopplistan)               | 26              |
| Suisse (Schweizer Hitparade)            | 3               |

Avec Hyper Hyper, Scooter réussit une percée internationale, le titre entrant dans de nombreux hit-parades européens. Les plus belles places d'honneur sont données par l'Espagne qui classe le simple en première position, l'Allemagne et l'Autriche en deuxième place,, l'Italie et la Suisse en troisième position,. Le titre est de plus certifié en Autriche, où il reçoit un disque d'Or pour plus de 15 000 exemplaires écoulés, et en Allemagne, où il est disque de Platine pour plus de 500 000 exemplaires vendus. Vu le succès rencontré par cette « recette » Scooter a par la suite conservé l'habitude de combiner dans ses titres musique techno à tempo élevé et texte rappé.